# South Park : L'Annale du destin
Pour l’article homonyme, voir South Park.
South Park : L'Annale du destin (en anglais, South Park: The Fractured but Whole) est un jeu vidéo de rôle, basé sur l'univers du dessin animé South Park, développé par Ubisoft San Francisco et édité par Ubisoft, sorti sur Microsoft Windows, PlayStation 4 et Xbox One le 17 octobre 2017, et le 24 avril 2018 sur Nintendo Switch. Suite directe de South Park : Le Bâton de la vérité (2014), le jeu plonge les joueurs dans une nouvelle aventure où ils incarnent le Nouveau, un enfant qui rejoint une guerre entre factions de super-héros. Ce qui commence comme un simple jeu entre enfants dérape rapidement lorsque les protagonistes découvrent un complot criminel impliquant des super-vilains, des monstres génétiquement modifiés et la mafia locale.
Le jeu reprend l'esthétique caractéristique de la série animée avec des graphismes 2,5D et une vue à la troisième personne. Les joueurs peuvent explorer librement la ville de South Park, interagir avec ses habitants et accomplir diverses quêtes. Le système de combat tactique propose dix classes de super-héros aux capacités variées, allant du combattant rapproché au guérisseur. Les combats se déroulent au tour par tour sur une grille, nécessitant une bonne stratégie de positionnement.
Après avoir acquis les droits en 2013, Ubisoft confie le développement de L'Annale du destin à son studio de San Francisco plutôt qu'à Obsidian Entertainment. Trey Parker et Matt Stone, les créateurs de South Park, préfèrent réaliser cette suite plutôt qu'un nouveau film, en s'impliquant activement dans l'écriture, la conception et le doublage. Le compositeur de la série, Jamie Dunlap, collabore à la bande-son, inspirée par les films de super-héros. Le jeu, initialement prévu pour décembre 2016, subit des retards avant sa sortie définitive en octobre 2017. Les critiques apprécient ses combats améliorés et sa fidélité à l'univers de South Park, mais l'intrigue et l'humour scatologique divise.

## Trame

### Univers
L'Annale du destin se déroule à South Park, une ville fictive située dans les montagnes Rocheuses du Colorado. L’histoire prend place un jour après les événements du précédent opus, Le Bâton de la Vérité,. Le joueur incarne à nouveau le Nouveau, un protagoniste silencieux. Les enfants abandonnent leur jeu de rôle médiéval pour se transformer en super-héros et créer une franchise médiatique autour d'eux. Incapables de s’entendre sur qui mérite un film ou une série Netflix, ils se scindent en deux factions rivales, le Coon et ses alliés et les Potes de la Liberté, et rivalisent pour lancer leur franchise en premier.  
Mené par Coon (Eric Cartman), un justicier armé de griffes de raton laveur, Coon et ses Compagnons opère depuis le Repaire du Coon, situé dans son sous-sol. Le groupe comprend Le Cerf-Volant Humain (Kyle Broflovski),, Le Moustique (Clyde Donovan), qui aspire la vie de ses ennemis, Fastpass (Jimmy Valmer), doté d’une super-vitesse, Super Craig (Craig Tucker), aussi puissant qu’imperturbable, et le Nouveau,. Les Potes de la Liberté, quant à eux, sont dirigés par Dr. Timothy (Timmy Burch), télékinésiste, et comptent parmi leurs rangs Mysterion (Kenny McCormick), Toolshed (Stan Marsh), Wonder Tweek (Tweek Tweak), maître des éléments météorologiques, et Tupperware (Token Black), équipé d’une armure mécanisée,,. D’autres héros viennent compléter l’univers, comme Call Girl (Wendy Testaburger), hackeuse hors pair, et Captain Diabète (Scott Malkinson), dont la force surhumaine est proportionnelle à son taux de glycémie,. Au fil de leur aventure, les héros affrontent divers groupes ennemis : des personnes âgées hostiles, des ninjas, les redoutables élèves de sixième, des clochards, Kyle Schwartz (le cousin perturbateur de Kyle), et le super-vilain Professor Chaos (Butters Stotch).
Le jeu met également en scène Morgan Freeman dans le rôle du tenancier d'un stand de tacos. Les décors emblématiques de la série sont fidèlement reproduits, comme le restaurant City Wok, connu pour ses plats asiatiques approximatifs, ou encore le club de strip-tease Peppermint Hippo. L'aventure nous emmène aussi dans des lieux plus insolites, tels que la maison de Kenny, perdue au milieu du quartier décrépit de SoDoSoPa, ou le plus chic Shi Tpa Town, où se trouvent le fameux Skeeter's Bar et l'armurerie Jimbo's Guns. La mystérieuse ferme aux Memberberries et la route vers le Canada, obstruée par un mur infranchissable, font également partie des décors explorables. Comme dans la série, la plupart des personnages sont doublés par les créateurs de South Park, Trey Parker et Matt Stone, qui prêtent leurs voix à une multitude de rôles, des héros aux méchants en passant par les habitants les plus excentriques de la ville.

### Résumé
L'Annale du Destin débute avec l'arrivée du Nouveau, un enfant récemment installé à South Park. Rapidement, il se retrouve impliqué dans une guerre entre deux factions de super-héros : d'un côté, Le Coon et ses alliés, et de l'autre, les Potes de la Liberté. Le Nouveau se joint au groupe de Cartman dans l'espoir de gagner 100 dollars en retrouvant un chat disparu, une récompense qui servirait à financer leur propre franchise cinématographique de super-héros,.
Cependant, l'enquête prend une tournure inattendue lorsque les enfants découvrent que l'urine de chat est utilisée pour contaminer des drogues et de l'alcool, semant le chaos en ville. Ils apprennent également qu'un nouveau parrain de la mafia, Mitch Conner, une marionnette dessinée sur la main de Cartman, tire les ficelles de ce complot, cherchant à discréditer le maire. Les enfants infiltrent alors les Potes de la Liberté pour démasquer la corruption policière et découvrir les véritables motivations de Mitch,.
Au fil de leur aventure, ils comprennent que Mitch a des plans bien plus sinistres : il kidnappe les parents du Nouveau et crée une armée de chats génétiquement modifiés ainsi que d'élèves de sixième mutés. Après une confrontation intense, le Nouveau est accidentellement projeté dans un futur dystopique où Mitch règne en tyran, imposant un Noël permanent. Aidé par Morgan Freeman, le Nouveau apprend à voyager dans le temps pour retourner dans le passé et empêcher le complot. La bataille finale révèle plusieurs secrets : les parents du Nouveau ont fui leur ancienne vie car leurs pouvoirs attiraient trop d'attention, et ses flatulences incontrôlables étaient dues à un médicament. Mitch est finalement vaincu grâce à l'intervention de sa mère, mettant fin à son règne de terreur,.
En parallèle de l'intrigue principale, plusieurs quêtes secondaires enrichissent l'histoire. Dans Une nuit à la Casa Bonita, le Nouveau et ses amis enquêtent sur des Gamins Vampires qui ont enlevé Karen, la sœur de Kenny. Ils découvrent que le maître vampire est M. Adams, qui invoque accidentellement Michael Jackson (surnommé "Corey Haim"). Kenny parvient à sauver sa sœur en promettant de passer plus de temps avec elle. Une autre quête, Tout Croustillant, les mène au camp d'été du Lac Tardicaca, où ils démasquent le directeur Nathan, qui a fabriqué de fausses attaques de monstres pour fermer le camp. Après avoir affronté Nathan et son complice Mimsy, ils doivent combattre Zarganor, un ancien esclave assoiffé de vengeance,.

## Système de jeu
L'Annale du Destin est un jeu vidéo de rôle en vue 2,5D à la troisième personne. Le joueur incarne le Nouveau, qu’il déplace librement dans la ville fictive de South Park, au Colorado. Un système de voyage rapide permet de se déplacer entre les points de transport débloqués. Au début, il choisit parmi trois classes de super-héros,, puis accède progressivement aux dix disponibles, pouvant combiner librement leurs pouvoirs,. Quatre capacités peuvent être attribuées, dont une attaque ultime, utilisable une fois la jauge partagée avec les alliés remplie grâce à des actions réussies,. Jusqu’à trois compagnons peuvent rejoindre l’équipe en combat, chacun ayant ses propres pouvoirs et attaque ultime,.
Les affrontements conservent le tour par tour du précédent jeu, mais se déroulent désormais sur une grille où chacun se déplace pour obtenir un avantage tactique,. Des obstacles comme des barils explosifs ou de la lave peuvent compliquer le terrain. Les attaques, choisies dans un menu, gagnent en puissance grâce à de bonnes synchronisations, qui permettent aussi de récupérer un peu de santé et d’augmenter la jauge d’Ultime,. Certaines infligent des effets persistants comme empoisonnement, brûlure ou gel, d’autres provoquent un recul, déplaçant l’ennemi sur la grille,. La portée et la zone d’effet imposent de se positionner avec soin, et les dégâts peuvent être amplifiés en projetant un adversaire contre un autre,.
Des objets de soin peuvent être utilisés en échange d’un tour. L’équipement et les artefacts augmentent la puissance et offrent divers bonus, avec un nombre d’emplacements croissant selon le niveau. Un emplacement ADN améliore des attributs comme la force, la santé ou la vitesse. Le personnage non-joueur Principal PC apprend au joueur à repérer les microagressions pour déclencher une attaque gratuite. Certains personnages, tels que Moïse, Jimbo ou Classi, peuvent être invoqués pour soigner ou infliger de lourds dégâts. Le Nouveau possède aussi des pouvoirs liés à ses pets, permettant de figer le temps, sauter le tour d’un adversaire, invoquer une version passée de lui-même ou interagir avec l’environnement,. Certains alliés exploitent ces pouvoirs pour franchir des obstacles, comme Captain Diabetes qui déplace des objets lourds, l'Homme Cerf-volant qui transporte en hauteur, Boîte à outils qui dégage la lave ou le Professeur Chaos qui envoie un hamster saboter des installations électriques,,.
À tout moment, le joueur peut modifier l’apparence, le genre, la sexualité, la couleur de peau ou l’ethnicité du personnage. Les choix de genre comprennent masculin, féminin et non binaire,. Les costumes, collectionnables et personnalisables, n’affectent pas les capacités. Le curseur de couleur de peau agit comme un niveau de difficulté implicite : peau claire pour un jeu plus facile, peau foncée pour plus de défis économiques et sociaux, sans effet sur les combats. Trois niveaux de difficulté existent, influençant la force des ennemis,. Un système d’artisanat permet de fabriquer objets de soin, costumes ou artefacts à partir de ressources récupérées ou achetées,. L’exploration propose des mini-jeux, la collecte de dessins yaoi ou la prise de selfies avec les habitants afin de gagner des abonnés sur Coonstagram. Un nombre suffisant d'abonnés est requis pour certaines quêtes. Le téléphone du personnage sert de menu principal avec inventaire, profils et missions actives.

## Développement
Ubisoft annonce le jeu lors du début de sa conférence pré-E3 2015 à travers une bande-annonce qui montre un aperçu de l'histoire du jeu.
Contrairement au précédent titre, South Park : Le Bâton de la vérité, South Park : L'Annale du destin n'est pas développé par Obsidian Entertainment mais par Ubisoft San Francisco, studio responsable de la licence Rocksmith avec la collaboration de Ubisoft Osaka et de Massive Entertainment.
Les créateurs de South Park, Matt Stone et Trey Parker, se sont impliqués dans diverses étapes du développement du jeu, afin que celui-ci soit semblable au précédent jeu South Park, Le Bâton de la vérité.
Un tweet d'Ubisoft San Francisco, en juillet, puis une annonce officielle d'Ubisoft France le 11 octobre 2016 révèlent que le doublage français contiendra les voix officielles de la série (à la suite d'une pétition vidéo lancée sur Twitter via un compte parodique de Cartman), notamment celle de Christophe Lemoine qui interprète Eric Cartman ainsi que Butters Stotch,. Toutefois, il est annoncé en septembre 2017 toujours par le compte Twitter parodique de Cartman, que les voix françaises ne seraient pas présentes dans le jeu. À la suite de cela, Ubisoft a annoncé dans un message que le report du jeu a perturbé l'accord précédemment établi avec la société disposant des droits de doublages officiels de la série. Les voix françaises du jeu sont donc assurées par d'autres comédiens.
Le jeu était initialement prévu pour le 6 décembre 2016. Toutefois, en septembre 2016, il est repoussé au premier trimestre 2017. En février 2017, Ubisoft annonce un nouveau report du jeu, celui-ci étant alors prévu pour sortir durant l'année fiscale 2018. Finalement, le jeu est sorti le 17 octobre 2017.

## Accueil

### Accueil critique
L'Annale du Destin reçoit un accueil critique très positif. Le site d'agrégation de critiques Metacritic attribue aux versions PlayStation 4, Windows et Xbox One une note moyenne traduisant des « avis généralement favorables ».

### Ventes
En octobre 2017, L'Annale du Destin connaît un lancement commercial important en Amérique du Nord. Le jeu se hisse au quatrième rang des meilleures ventes toutes plateformes confondues, tout en décrochant la troisième position sur PlayStation 4 et la quatrième sur Xbox One. Au niveau mondial, ses performances numériques lui permettent d'atteindre la huitième place des jeux consoles les plus vendus du mois. Aux côtés de titres solo comme Assassin's Creed Origins et La Terre du Milieu : L'Ombre de la guerre, il génère plus de 160 millions de dollars de revenus numériques en octobre. La société d'analyse SuperData remarque néanmoins que les jeux solo comme South Park ne parviennent généralement pas à se maintenir longtemps en tête des classements, leur modèle économique s'avérant moins propice aux microtransactions que les jeux multijoueurs,. Malgré cela, le jeu figure parmi les 100 titres les plus rentables de l'année 2017 sur Steam.
Au Royaume-Uni, L'Annale du Destin réalise une excellente première semaine en atteignant la troisième place des ventes physiques, juste derrière FIFA 18 et le nouveau Gran Turismo Sport, mais devant WWE 2K18 qui sort simultanément. Les chiffres de vente s'avèrent cependant 7% inférieurs à ceux de South Park : Le Bâton de la vérité. Les observateurs jugent néanmoins ces résultats satisfaisants compte tenu de la forte concurrence. Le jeu se classe sixième au palmarès mensuel d'octobre 2017. Cependant, dès la deuxième semaine, il glisse à la huitième position avant de quitter complètement le top 10 la semaine suivante, ne parvenant plus qu'à se maintenir à la douzième place du classement,.

### Distinctions
Dès sa sortie, L'Annale du Destin est salué par la critique. En 2016, les médias spécialisés MCV et IGN l'élisent meilleur jeu de rôle de l'E3,. L'année suivante, le jeu accumule les nominations prestigieuses : aux Gamescom Awards dans la catégorie meilleur RPG, puis aux Game Awards 2017 où il s'incline face à Persona 5 pour le titre de meilleur jeu de rôle,. Le titre brille également aux Titanium Awards avec des nominations pour son design narratif, sa qualité de jeu d'aventure/RPG et son interprétation, même s'il est finalement devancé par Horizon Zero Dawn et The Legend of Zelda: Breath of the Wild,. Le magazine EGM, pour sa part, le positionne à la 12e place de son classement des 25 meilleurs jeux de 2017. La reconnaissance se poursuivie en 2018 avec une nomination aux SXSW Gaming Awards, confirmant l'impact culturel de cette adaptation vidéoludique de l'univers de South Park.